# Domino's Pizza
Domino's Pizza là tên một chuỗi nhà hàng pizza Mỹ và cũng là tên công ty nhượng quyền kinh doanh quốc tế có trụ sở tại Domino Farms Office Park (hội sở thuộc sở hữu của nhà đồng sáng lập Domino's Pizza Tom Monaghan) tại xã Ann Arbor, Quận Washtenaw, Michigan, Hoa Kỳ, gần Ann Arbor, Michigan. Được thành lập năm 1960, Domino's là chuỗi nhà hàng pizza lớn thứ hai Hoa Kỳ (sau Pizza Hut) nhưng lớn nhất thế giới với hơn 10.000 cửa tiệm thành viên và nhượng quyền tại 70 quốc gia. Domino's Pizza được bán cho Bain Capital năm 1998 và ra công chúng năm 2004.